# 僕の戦争 (曲)
『僕の戦争』（ぼくのせんそう）は、神聖かまってちゃんの配信限定シングル。2020年12月8日にTV Sizeバージョンが、2021年2月22日にフルバージョンがポニーキャニオンよりリリースされた。

## 概要
前作「毎日がニュース」より1年2ヶ月ぶりとなる配信限定シングル。表題曲の「僕の戦争」はTVアニメ「『進撃の巨人』The Final Season」のオープニングテーマに起用された。神聖かまってちゃんが同アニメの主題歌を担当するのは2017年の「夕暮れの鳥」（第2期、エンディングテーマ）より4年ぶり2回目。前作と同様にジャケットは原作者の諫山創が手掛けており、教室で銃を持った制服姿の人物が描かれている。諫山はこの曲について「聞いていると神聖な気持ちになれます」とコメントしている。
事前にアナウンスは一切行われておらず、アニメ第1話放送日の12月6日に初めて発表された。
ライブでは2020年12月27日に行われた「Net Generation.'20」で初披露。
中毒性のあるメロディと作品にあった世界観が話題となり、YouTubeで公開されたノンクレジットオープニング映像はわずか1日で100万再生超え、1カ月で2000万回再生超え、テレビサイズ音源の再生回数はSpotifyで1500万回再生を突破した。
2021年2月19日のラジオ「やまだひさしのラジアンリミテッドF」で初めてフル尺でオンエアされた。
2021年11月27日発売のアナログレコードシングル「僕の戦争/夕暮れの鳥」で初めてフィジカル化され、2023年11月15日発売のベスト・アルバム『聖なる交差点』で初CD化となった。

## チャート成績
2021年2月22日付のオリコンデイリーデジタルシングル（単曲）ランキングで8919ダウンロードで1位、翌日の23日も3330ダウンロードで1位を獲得。2021年3月8日付の週間デジタルシングルランキングでは18,485ダウンロードで2位を獲得。
2021年3月8日付のBillboard JAPANダウンロード・ソング・チャートでは18,932ダウンロード（DL）で1位を獲得。同日のBillboard Japan Heatseekers Songsでも1位を獲得した。その他Billboard Japan Hot 100では23位、Billboard World Digital Song Salesでは10位を獲得。

## 収録内容

### FULL Size
| 全作詞・作曲: の子、全編曲: の子、海野恵。 |                             |      |            |      |
| #                                          | タイトル                    | 作詞 | 作曲・編曲 | 時間 |
| 1.                                         | 「僕の戦争」                | の子 | の子       | 4:40 |
| 2.                                         | 「僕の戦争 (Instrumental)」 | の子 | の子       | 4:40 |
| 合計時間:                                  | 合計時間:                   | 9:20 |            |      |

### TV Size
| #         | タイトル               | 作詞・作曲 | 編曲      | 時間 |
| --------- | ---------------------- | ---------- | --------- | ---- |
| 1.        | 「僕の戦争 (TV Size)」 | の子       | 海野恵    | 1:30 |
| 合計時間: | 合計時間:              | 合計時間:  | 合計時間: | 1:30 |

## ミュージックビデオ
2022年4月3日にYouTube上で公開された。アニメーションMVとなっており、制作は前作の『るるちゃんの自殺配信』に続きRabbit MACHINEが手掛けている。

## クレジット
- 神聖かまってちゃん
  - の子（ボーカル・ギター・ボコーダー）
  - mono（キーボード・ボコーダー）
  - みさこ（ドラム）
- 柴由佳子（チーナ）（1stヴァイオリン）
- yusa（2ndヴァイオリン）
- 山本昌史（コントラバス）
- 須田朱音（クラリネット）
- 宮原ひなこ（フルート・ピッコロ）
- 座光寺基光（トランペット）
- shinya（トロンボーン）
- 劔樹人（ベース）
- 松崎ささら（ソプラノコーラス）
- 志村美土里（アルトコーラス）
- 志村一繁（テナーコーラス）
- 佐々木武彦（ベース）
- 餅田伸也（ONNMAYT）（Tech）
- 萩谷まきお（Perfect Music）（Recording Engineer）
- 金井亮（Victor Studio）（Recording Engineer）
- 近藤圭司（SIGN SOUND LLC）（Mix Engineer）